# 1103
El 1103 (MCIII) fou un any comú començat en dijous del calendari julià.

## Esdeveniments
Països Catalans
- L'església de Santa Maria de Montessor és cedida al monestir de Sant Pere d'Àger[1] i l'església de Sant Martí de Riner és donada al monestir de Solsona.[2]